# Karla Erbová
Karla Erbová (* 30. April 1933 in Pilsen als Karla Fremrová; † 19. März 2024 in Prag) war eine tschechische Dichterin. Von 1951 bis 1968 publizierte sie unter dem Namen K. Papežová. 

## Werke
Erbová war Autorin von Gedichten, Erzählungen und Reiseberichten. Die Themen sind oft historisch und stammen aus der Mythologie des antiken Griechenlands. Für ihr literarisches Wirken erhielt sie den Preis der Stadt Pilsen, den Preis des Jan Zahradníček und den Preis Bohumil Polan.

## Mitgliedschaften
- PEN-Klub
- Obec spisovatelů (Tschechischer Schriftstellerverband)